# 五湖碘泡虫
五湖碘泡虫（学名：Myxobolus wuhuensis）为碘泡科碘泡虫属的动物。在中国，分布于湖北等，营寄生生活，寄生在鲇的肠。